# Oribasia acaulis
Oribasia acaulis là một loài thực vật có hoa trong họ Thiến thảo. Loài này được Moc. mô tả khoa học đầu tiên năm 1837.